# Тильвиця
Тильвиця (пол. Tylwica) — село в Польщі, у гміні Міхалово Білостоцького повіту Підляського воєводства.
Населення — 87 осіб (2011).
У 1975-1998 роках село належало до Білостоцького воєводства.

## Демографія
Демографічна структура станом на 31 березня 2011 року:
|          | Загалом | Допрацездатний вік | Працездатний вік | Постпрацездатний вік |
| -------- | ------- | ------------------ | ---------------- | -------------------- |
| Чоловіки | 49      | 13                 | 33               | 3                    |
| Жінки    | 38      | 11                 | 14               | 13                   |
| Разом    | 87      | 24                 | 47               | 16                   |